# Juan Velázquez de León
Juan Velázquez de León (* Ende des 15. Jh. in Cuéllar, Spanien; † 1. Juli 1520, Tenochtitlán), spanischer Offizier und Abenteurer, der Hernán Cortés bei der dritten spanischen Expedition 1519 in das Reich der Azteken begleitete.

## Leben auf Hispaniola und Kuba
Er war der Neffe des damaligen spanischen Gouverneurs von Kuba, Diego Velázquez de Cuéllar. Als sein Onkel gemeinsam mit Nicolás de Ovando 1502 die Provinz Salvatierra auf Hispaniola und 1511 Kuba eroberte, begleitete Juan ihn.
Er soll bei einem Massaker der Spanier an den Einwohnern der Stadt Counao auf Bitten von Bartolomé de las Casas hin versucht haben, die völlige Vernichtung der Indianer zu verhindern. Später siedelte er nahe der Stadt Trinidad als Plantageneigner, wo er 1518 Hernán Cortés kennenlernte. Er heuerte bei Cortés als einer seiner Offiziere an und wurde später von ihm sehr geschätzt.

## Gefolgsmann des Hernán Cortés
Als Diego Velázquez de Cuéllar versuchte, Cortés das Kommando der Expedition wieder zu entziehen, schrieb er seinem Neffen Juan Velázquez de León einen Brief. Darin befahl er ihm, Cortés unter keinen Umständen absegeln zu lassen und ihm die Kommandogewalt zu nehmen. Doch Juan besprach sich mit Cortés und entschied sich dafür, ihm das Kommando zu lassen. Es ist zu vermuten, dass er wegen finanzieller Differenzen mit seinem Onkel gegen dessen ausdrücklichen Befehl verstieß. Er begleitete Cortés und übernahm das Kommando auf einem der Schiffe.
Als Cortés in dem neuen Land mit der Gründung von Veracruz endgültig mit Diego Velázquez de Cuéllar brach und sich von ihm unabhängig machte, ging dies Juan Velázquez de León zu weit. Als Cortés sich zum Generalkapitän und obersten Richter wählen ließ, eskalierte der Streit und endete damit, dass de Leon und einige andere Männer von Cortés in Ketten gelegt wurden. Vermutlich ließ sich Juan Velázquez de León mit Gold und Versprechungen von Cortés überzeugen. Er wurde aus der Gefangenschaft entlassen und erwies sich von nun an als einer der treuesten Gefolgsmänner des Hernán Cortés.
Als Pánfilo de Narváez 1520 in Neu-Spanien landete, um Cortés auf Befehl des Gouverneurs von Kuba abzusetzen, wurde de León zu Verhandlungen gesandt. Dabei setzte er sich sehr für Cortés ein, konnte sich aber nicht mit Narváez einigen. Stattdessen spionierte er während der Verhandlungen die wahre Truppenstärke aus und brachte Narváez sogar dazu, ihm das gesamte Korps zu präsentieren. Dabei stellte er fest, dass Narváez der Truppe von Cortés um das Fünffache überlegen war. Mit Gold und vielen Versprechungen wandte sich de Leon heimlich an die Offiziere des Narváez. Vielen dieser Männer war es egal unter wessen Kommando sie dienten. Als Cortés die zahlenmäßig weit überlegene Truppe des Narváez angriff, wechselten einige Offiziere mit ihren Männern die Seite und kämpften für Cortés. Die Schlacht zwischen den beiden spanischen Armeen gewann Cortés ohne nennenswerte Verluste. Juan Velázquez de León spielte bei diesem Kampf eine herausragende Rolle.

## Tod in der Noche Triste
Während Cortés Abwesenheit in Tenochtitlán hielt Pedro de Alvarado die Stellung. Er genehmigte das Frühlingsfest der Azteken und ließ dann auf die unbewaffneten Teilnehmer schießen. Dabei kam ein großer Teil des aztekischen Adels ums Leben. Darauf revoltierten die Azteken und belagerten die spanischen Stellungen in der Hauptstadt. Als Cortés von dem Aufstand erfuhr, kam er Alvarado in Eilmärschen zur Hilfe. Doch selbst mit den frischen Truppen, die Narváez mitgebracht hatte, die jetzt für Cortés kämpften, war ihre Stellung in Tenochtitlán nicht zu halten. Nach heftigen Kämpfen zwischen dem 26. Juni und 1. Juli 1520 versuchten die Spanier im Schutz der Nacht die Stadt zu verlassen. Doch der Rückzug aus der Stadt geriet zu einem Debakel und wurde bekannt unter dem Begriff Noche Triste.
De Leon kommandierte gemeinsam mit Pedro de Alvarado die Nachhut und wurde von der Hauptmacht abgeschnitten. Obwohl Juan Velázquez de León über die Reiterei verfügte, konnte er sich nicht gegen die aztekische Übermacht durchsetzen. Er fiel gemeinsam mit ca. 200 seiner Männer während der Rest gefangen wurde. Die Gefangenen starben in den Opfertempeln der Azteken. Gemeinsam mit sieben Spaniern und acht Tlaxcalteken konnte Pedro de Alvarado sein Leben retten.